# Werner Dorr
Werner Dorr ist ein deutscher Behindertensportler.

## Werdegang
Werner Dorr ist Rollstuhlfahrer. Da er trotz seiner Behinderung Sport treiben wollte, wählte er für sich die Sportart Tischtennis. Diesen Sport übte er sowohl im Einzel als auch in der Mannschaft aus. Seine Behindertengruppe war TT 3. Da seine Leistungen innerhalb seiner Leistungsgruppe so gut waren, wurde er bald in die deutsche Nationalmannschaft für Wettbewerbe im Behindertensport berufen. Bereits 1984 nahm er an den Paralympischen Sommerspielen teil und gewann auf Anhieb die Goldmedaille im Einzel und wurde so Olympiasieger.
Werner Dorr nahm auch an den Paralympischen Sommerspielen 1996 in Atlanta teil. Hier erreichte er mit der deutschen Mannschaft den 3. Platz und gewann damit eine Bronzemedaille.
Für diesen Erfolg wurden er und die Mannschaft mit dem Silbernen Lorbeerblatt ausgezeichnet.